# Хорезмская коммунистическая партия
Коммунистическая партия Хорезма (перс. حزب کمونیست خوارزم‎; узб. Xorazm Kommunistik partiyasi) была политической партией, существовавшей в последние месяцы существования Хивинского ханства, а после 26 апреля 1920 года — в Хорезмской Народной Советской Республике.
В 1922 году партия присоединилась к Российской коммунистической партии (большевиков). Весной 1924 года, когда обсуждались предложения по реорганизации Советской Средней Азии, руководство Коммунистической партии Хорезма отказалось занять какую-либо твёрдую позицию по этому вопросу. Только в июле того же года партия официально одобрила планы по созданию советских республик по национальному признаку. Официальная советская историография того времени утверждала, что Коммунистическая партия Хорезма была гнездом «буржуазных-и-националистических и троцкистских элементов, которые препятствовали формированию новых республик». Позже, в 1924 году, партия была распущена, когда границы Советской Центральной Азии были пересмотрены, и Хорезмская ССР была разделена между Узбекской и Туркменской ССР и Каракалпакской автономной областью.

## Партийные лидеры
За четыре года существования партии было девять её лидеров:
| Имя                                                     | Вступил в должность                          | Покинул офис                                 | Примечания                                                    |
| Председатели Коммунистической партии Хорезма            | Председатели Коммунистической партии Хорезма | Председатели Коммунистической партии Хорезма | Председатели Коммунистической партии Хорезма                  |
| ------------------------------------------------------- | -------------------------------------------- | -------------------------------------------- | ------------------------------------------------------------- |
| Алимджан Акчурин                                        | 4 Апреля 1920 года                           | 3 Июня 1920 года                             |                                                               |
| Мулла Джуманияз Султанмурадов                           | 4 Июня 1920 года                             | Декабрь 1920 года                            |                                                               |
| Махмуд Мусаев                                           | Декабрь 1920 года                            | 29 Мая 1921 года                             | Начальник политического управления Хорезмийской Красной Армии |
| Ответственные секретари Коммунистической партии Хорезма |                                              |                                              |                                                               |
| Мухамеджан Тазетдинов                                   | 29 Мая 1921 года                             | 12 Ноября 1921 года                          |                                                               |
| Берди Гаджиев                                           | 12 Ноября 1921 года                          | 17 Декабря 1921 года                         |                                                               |
| Гайфи Шарафутдинов                                      | 17 Декабря 1921 года                         | 22 Июля 1923 года                            |                                                               |
| Мухамед Шарипов                                         | 22 Июля 1923 года                            | 22 Сентября 1923 года                        |                                                               |
| Каримжан Адинаев                                        | 22 Сентября 1923 года                        | 15 Июня 1924 года                            |                                                               |
| Исхак Хансуваров                                        | 15 Июня 1924 года                            | 27 Октября 1924 года                         |                                                               |